# الاتجار بالبشر في الأردن
الأردن هو مصدر ومقصد ومعبر للبالغين والأطفال الذين يتعرضون للعمل الجبري والإتجار بالجنس. تهاجر النساء من جنوب شرق آسيا وشرق أفريقيا طوعا إلى في الأردن، ويقدر عددهم ب 50,000 عامل أجنبي في البلد؛ يتعرض بعض العمال المنزليين للعمل الجبري. وكثير من هؤلاء العمال غير قادرين على العودة إلى بلدانهم الأصلية بسبب اتهامات جنائية معلقة ضدهم أو بسبب عدم قدرتهم على دفع غرامات أو عدم قدرتهم على دفع أجرة الطائرة. بعض العمال المهاجرين من مصر - وهم أكبر مصدر للعمالة الأجنبية في الأردن - يقومون بالعمل الجبري في قطاعات البناء والخدمات والزراعة. ويواجه السوريون العمل القسري في القطاع الزراعي، في حين يتعرض بعض الأطفال اللاجئين لأسوأ أشكال المعاملة، ويهاجر الرجال والنساء من جميع أنحاء آسيا للعمل في المصانع في صناعة الملابس الأردنية حيث يتعرض بعض العمال للعمل الجبري. ويضع نظام الكفالة في الأردن قدرا كبيرا من السلطة في أيدي أصحاب العمل ووكالات التوظيف، مما يمنع العمال من تحويل أصحاب العمل أو الحصول على إمكانية الوصول القانوني إلى العدالة من أجل التصدي لسوء المعاملة. وقد تكون بعض النساء السريلانكيات اللواتي يمارسن البغاء في البلد ضحايا للاتجار.
الحكومة الأردنية لا تمتثل امتثالا تاما للمعايير الدنيا للقضاء على الاتجار؛ بيد أنها تبذل جهودا كبيرة للقيام بذلك. خلال عام 2015 زادت الحكومة بشكل كبير من الجهود الرامية إلى مقاضاة مرتكبي جرائم الاتجار وإدانتهم، واستمرت في التعرف على عدد من ضحايا الاتجار والإشارة إلى خدمات الحماية. وزادت السلطات أيضا إحالة ضحايا الاتجار إلى ملجأ حكومي لضحايا العنف القائم على نوع الجنس؛ واعتبارا من أوائل عام 2014 وفر هذا المأوى رعاية خاصة لضحايا الاتجار. وعلاوة على ذلك، أنجزت الحكومة في آذار / مارس 2015 تشييد مأوى مخصص حصرا لضحايا الاتجار، وهي بصدد تجهيز المرفق وتزويده بالموظفين؛ كما أنها بصدد صياغة آلية وطنية لإحالة الضحايا في نهاية الفترة المشمولة. وعلى الرغم من أن الحكومة قد حسنت جهودها في مجال إنفاذ القانون وتحديد الضحايا والإحالة، فإنها لم تحقق بشكل منهجي حالات الاتجار المحتملة التي تنطوي على حجز جوازات السفر والأجور. وظل ضحايا الاتجار - ولا سيما العمال المنزليون الذين هربوا من أصحاب العمل المسيئين - يواجهون الاعتقال والسجن. وضع مكتب وزارة الخارجية الأميركية مكتب لرصد ومكافحة الاتجار بالأشخاص في البلاد في عام 2017.

## النيابة
وقد زادت الحكومة بشكل ملحوظ من جهود إنفاذ القانون لمكافحة جميع أشكال الاتجار، بما في ذلك تلك التي تشمل أشد السكان ضعفا. ويحظر قانون مكافحة الاتجار بالبشر لعام 2009 جميع أشكال الجنس والاتجار في العمل وينص على عقوبات بالسجن لمدة تتراوح بين ستة أشهر وعشر سنوات بسبب الإكراه على البغاء والاتجار بالأطفال والاتجار بالنساء والفتيات؛ فإن هذه العقوبات صارمة بما فيه الكفاية، ولكنها لا تتناسب مع العقوبات المنصوص عليها في جرائم خطيرة أخرى، مثل الاغتصاب. والعقوبات المقررة لجرائم الاتجار في العمل ليست صارمة بما فيه الكفاية؛ تقتصر الجرائم التي ترتكب ضد الضحايا الذكور البالغين والتي لا تنطوي على ظروف مشددة على حد أدنى من السجن لمدة ستة أشهر وبغرامة. يعين قانون العمل الأردني عقوبات إدارية على انتهاكات العمل المرتكبة ضد العمال الأردنيين أو الأجانب، إلا أن هذه العقوبات ليست صارمة بما فيه الكفاية لردع جريمة الاتجار بالبشر. ويعتبر حجز جوازات السفر جريمة بموجب قانون جواز السفر الأردني الذي ينص على السجن لمدة تتراوح بين ستة أشهر وثلاث سنوات، فضلا عن العقوبات المالية.

## الحماية
تواصل الحكومة الأردنية إحراز تقدم في جهودها الرامية إلى تحديد وحماية ضحايا الاتجار بشكل استباقي. وحددت الحكومة 121 من الإناث و 40 من الضحايا الذكور في عام 2014؛ وهذا يمثل زيادة عن 90 ضحية تم تحديدهم في الفترة المشمولة السابقة. وأحالت الحكومة 122 ضحية محتملة إلى مأوى حكومي لضحايا العنف القائم على النوع الاجتماعي، ومأوى محلي تديره المنظمات غير الحكومية ومنظمة دولية؛ كانت هذه زيادة كبيرة من 46 إحالة ضحية في عام 2013. وفي آذار / مارس 2015 أكملت الحكومة بناء مأوى مخصص فقط لحماية ضحايا الاتجار؛ يجري وضع ميزانية مخصصة للتعاون بين الحكومة ومنظمة دولية. بدأت الحكومة في تطوير آلية إحالة وطنية للضحايا؛ وفي غضون ذلك واصلت اللجنة إيواء الضحايا في مرفق العنف القائم على النوع الاجتماعي وإحالة الضحايا إلى الخدمات. وافقت الوحدة المشتركة لمكافحة الاتجار على إحالة ضحايا الاتجار بصورة منتظمة إلى منظمة غير حكومية محلية للحصول على المساعدة القانونية؛ وفي كانون الأول / ديسمبر 2014 أحالت الوحدة خمسة ضحايا نتيجة للاتفاقية. وفي أوائل عام 2014 وسعت الحكومة رسميا ولاية مأوى ضحايا العنف القائم على النوع الاجتماعي لإضفاء الطابع الرسمي على مساعدتها لضحايا الاتجار بالبشر؛ يمكن أن تستضيف ما يصل إلى 50 ضحية من ضحايا العنف وتقدم المساعدة الطبية والنفسية الاجتماعية والتعليمية والقانونية. وأحالت الوحدة المشتركة لمكافحة الاتجار 31 حالة إلى الملجأ وأظهرت المهنية والحساسية عند التعامل مع قضايا الاتجار.

## الوقاية
واصلت الحكومة جهودها لمنع الاتجار واجتمعت لجنة مكافحة الاتجار مرتين خلال الفترة المشمولة بالتقرير، واجتمعت لجنتها الفنية 10 مرات. وفي نيسان / أبريل 2014 نشرت لجنة مكافحة الاتجار بالبشر تقريرا يوثق جهود الأردن لمكافحة الاتجار بالبشر في الفترة من 2010 إلى 2014، وواصلت الحكومة توزيع كتيبات مكافحة الاتجار بالمهاجرين الأجانب على المعابر الحدودية ومراكز الشرطة والمطارات وفي قطاع الملابس. ولم تبلغ الحكومة عن اتخاذ تدابير للحد من الطلب على الأفعال الجنسية التجارية. ولم تقدم الحكومة تدريبا أو توجيهات محددة لمكافحة الاتجار بالأشخاص لموظفيها الدبلوماسيين. وذكرت وزارة الخارجية ان ادارتها المالية تدفع مباشرة للموظفين المحليين المعينين محليا من الدبلوماسيين الأردنيين العاملين في الخارج وفقا لقوانين العمل ومعدلات الأجور في الدولة المضيفة. ولم تقدم الحكومة تدريبا محددا لمكافحة الاتجار بالأشخاص لقوات حفظ السلام قبل نشرهم في الخارج.